# Raúl Llamazares
Raúl Llamazares Rodríguez es un deportista español que compitió en duatlón. Ganó una medalla de bronce en el Campeonato Mundial de Duatlón de 1999.

## Palmarés internacional
| Campeonato Mundial | Campeonato Mundial            | Campeonato Mundial | Campeonato Mundial |
| Año                | Lugar                         | Medalla            | Prueba             |
| ------------------ | ----------------------------- | ------------------ | ------------------ |
| 1999               | Huntersville (Estados Unidos) | Medalla de bronce  | Individual         |